# Ecpyrrhorrhoe leucanalis
Ecpyrrhorrhoe leucanalis is een vlinder uit de familie van de grasmotten (Crambidae), uit de onderfamilie van de Pyraustinae. De wetenschappelijke naam van deze soort is voor het eerst voorgesteld als Paliga leucanalis door Charles Swinhoe in een publicatie uit 1890.
De soort komt voor in Myanmar.